# Callionymus simplicicornis
Callionymus simplicicornis es una especie de peces de la familia Callionymidae en el orden de los Perciformes.

## Distribución geográfica
Se encuentra desde las Filipinas hasta las Tuamotu e Islas Marquesas.